# Горчаков Олександр Михайлович
Олекса́ндр Миха́йлович Горчако́в (рос. Александр Михайлович Горчаков; нар. 04 (15) липня 1798, Гапсаль) — пом. 27 лютого (11 березня) 1883, Баден-Баден) — князь, російський дипломат, міністр закордонних справ (1856—1882), з 1867 року державний канцлер.

## Біографія

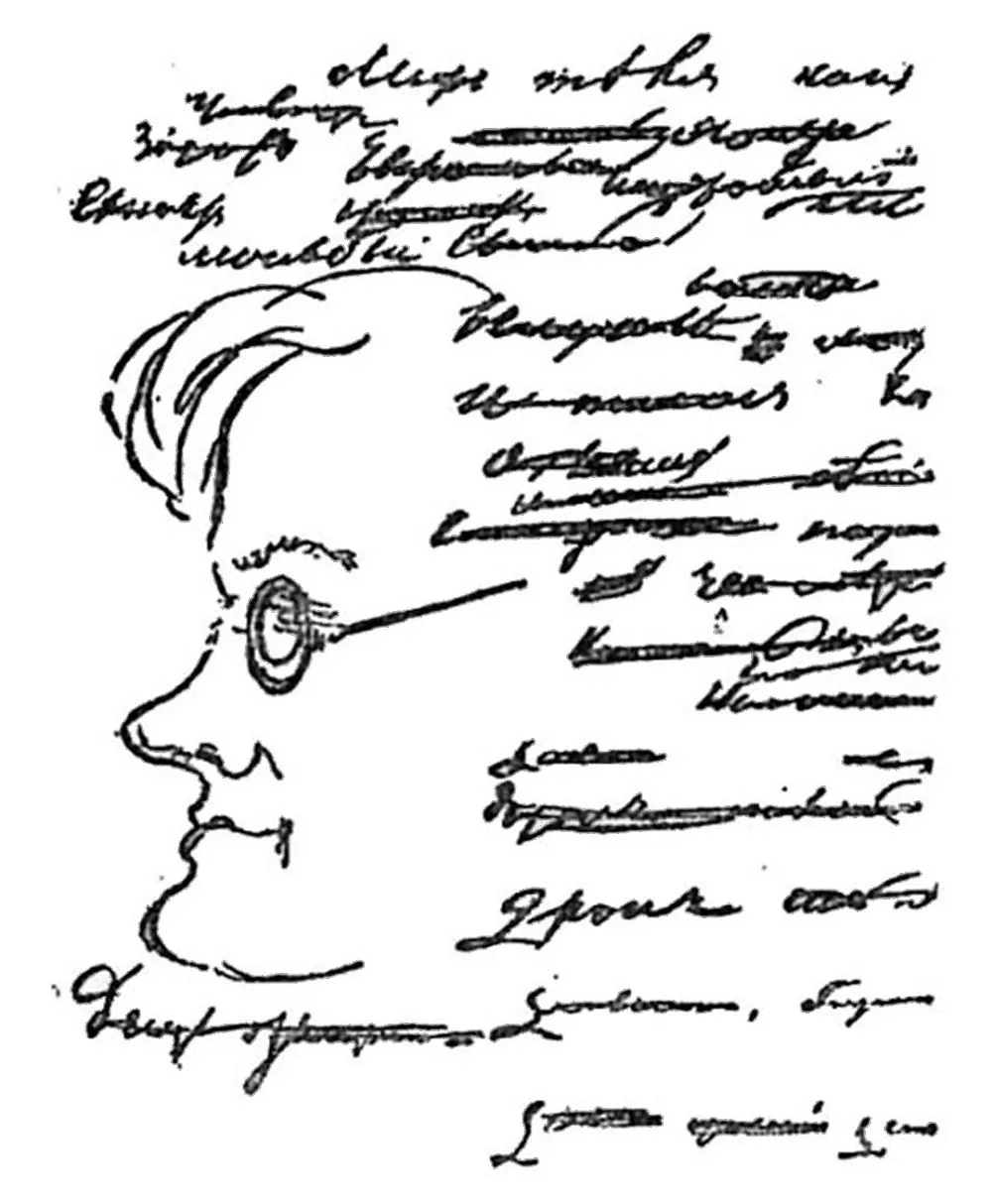
Портрет Горчакова руки Пушкіна

Виховувався в Імперському Царськосельському ліцеї, де був товаришем Пушкіна. Горчаков до пізньої старості відрізнявся тими якостями, які вважалися найнеобхіднішими для дипломата, але, крім світських талантів та салонної дотепності, він мав також літературну освіту, яка й позначалася згодом на його красномовних дипломатичних нотах.
Обставини рано дозволили йому вивчити всі закулісні пружини міжнародної політики в Європі. У 1820—1822 роках він служив при графі Нессельроде на конгресах в Троппау, Лайбаху і Вероні, а в 1822 році був призначений секретарем посольства в Лондоні, де залишався до 1827 року; потім був на тій же посаді при місії в Римі, в 1828 переведений у Берлін радником посольства, і звідти у Флоренцію повіреним у справах, в 1833 г. — радником посольства у Відні.

### Посол у Німеччині
У 1841 році він був посланий у Штутгарт для устрою пропонованого шлюбу великої князівни Ольги Миколаївни з принцом-наступником вюртемберзьким, а після того, як одруження відбулося, залишався там надзвичайним посланцем протягом дванадцяти років. Зі Штутгарта він мав можливість уважно стежити за ходом революційного руху в Південній Німеччині та за подіями 1848—1849 років у Франкфурті-на-Майні. Наприкінці 1850 року він був призначений уповноваженим при німецькому союзному сеймі у Франкфурті, зі збереженням колишньої посади при вюртемберзькому дворі. Російський вплив панував тоді над політичним життям Німеччини. У відновленому союзному сеймі російський уряд вбачав «запоруку збереження загального миру». Горчаков пробув у Франкфурті-на-Майні чотири роки; там він особливо близько зійшовся з Бісмарком. Горчаков, як і Нессельроде, не поділяв захоплень імператора Миколи східним питанням, і почата дипломатична кампанія проти Туреччини викликала в ньому великі сумніви, він намагався, щонайменше, сприяти підтриманню дружби з Пруссією та Австрією, наскільки це могло залежати від особистих його зусиль.

### Дипломатія у Відні навколо Кримської війни
В 1854 році Горчаков був переведений до Відня, де спочатку тимчасово керував посольством замість барона Мейендорфа, пов'язаного близькими родинними стосунками з австрійським міністром, графом Буолем, а в 1855 році призначений посланцем. У цей критичний період, коли Австрія, за оцінкою Росії, після спільного придушення революцій 1848 року «здивувала світ своєю невдячністю» і готувалася діяти спільно з Францією та Англією проти Росії (за договором 2 грудня 1854 року), становище російського посланника у Відні було вкрай важким і відповідальним. Після смерті імператора Миколи I у Відні була зібрана конференція представників великих держав для визначення умов миру, але переговори, в яких брали участь Друен де Люїс та лорд Джордж Россель, не дали позитивного результату, частково завдяки мистецтву та наполегливості Горчакова. Австрія знову відокремилась від ворожих Росії кабінетів і оголосила себе нейтральною. Падіння Севастополя стало сигналом для нового втручання віденського кабінету, який вже від себе, у вигляді ультиматуму, пред'явив Росії вимоги, за згодою з західними державами. Російський уряд змушений був прийняти австрійські пропозиції, і в лютому 1856 року зібрався конгрес у Парижі для вироблення остаточного мирного договору.

### Міністр закордонних справ

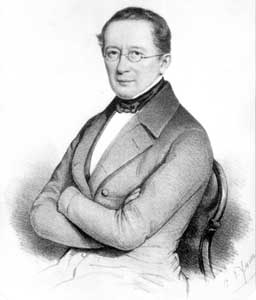

Паризький трактат 18 (30) березня 1856 року закінчив собою епоху активної участі Росії в західноєвропейських політичних справах. Граф Несельроде вийшов у відставку, та міністром закордонних справ був призначений князь Горчаков (у квітні 1856 р.). Тяжкі враження кримської війни та віденських конференцій позначилися на подальшій діяльності Горчакова як міністра. Спільні погляди його на завдання міжнародної дипломатії не могли вже серйозно змінитися; політична програма його ясно визначалася тими обставинами, за яких йому довелося вступити в управління міністерством. Перш за все необхідно було виявляти більшу стриманість у перші роки, поки відбувалися великі внутрішні перетворення; потім Горчаков поставив собі дві практичні цілі — по-перше, відплатити Австрії за її поведінку в 1854—1855 роках і, по-друге, домогтися поступового знищення паризького трактату.
У 1856 році князь Горчаков ухилився від участі в дипломатичних заходах проти зловживань неаполітанського уряду, посилаючись на принцип невтручання у внутрішні справи чужих держав (циркулярна нота 22 [10] вересня); водночас він дав зрозуміти, що Росія не відмовляється від права голосу в європейських міжнародних питаннях, але тільки збирається з силами для майбутнього: «La Russie ne boude pas — elle se recueille». Ця фраза мала великий успіх в Європі й була прийнята за точну характеристику політичного становища Росії після кримської війни. Три роки потому князь Горчаков заявив, що «Росія виходить з того становища стриманості, яке вона вважала для себе обов'язковим після кримської війни». У 1859 році Росія відкрито стояла на боці Наполеона III в конфлікті його з Австрією через Італію. У російсько-французьких відносинах стався сприятливий переворот, який був підготовлений побаченням двох імператорів в Штутгарті в 1857 р. Але це зближення було досить уразливим, і після тріумфу французів при Мадженті і Сольферіно Горчаков знову ніби примирився з віденським кабінетом.
У 1860 році він визнав своєчасним нагадати Європі про тяжкий стан християнських народностей, підвладних турецькому уряду, і висловив думку про міжнародну конференцію для перегляду постанови паризького трактату з цього приводу (нота 20 [8] травня 1860 р.). Спроба не мала успіху. У жовтні того ж 1860 року з приводу успіхів національного руху в Італії князь Горчаков говорить уже про загальні інтереси Європи, в дусі епохи конгресів і традицій священного союзу; в ноті 10 жовтня (28 вересня) він гаряче дорікає сардинському урядові за те, що він діє «заодно з революцією» щодо Тоскани, Парми, Модени, але протест його, хоча і підтриманий Австрією та Пруссією, не мав практичних наслідків.

### Польське питання як причина пропрусської політики
На сцену вийшло польське питання і остаточно зруйнувало започатковану «дружбу» Росії з імперією Наполеона III і закріпило союз із Пруссією. На чолі прусського уряду, у вересні 1862 року, став Бісмарк. Відтоді політика російського міністра йшла паралельно зі сміливою дипломатією його прусського побратима, підтримуючи й охороняючи її в міру можливості. Пруссія уклала з Росією військову конвенцію 8 лютого 1863 року з метою полегшення завдання російських військ у боротьбі з польським повстанням. Заступництво Англії, Австрії та Франції за національні права поляків було рішуче відхилене князем Горчаковим, коли воно набуло форми прямого дипломатичного втручання (у квітні 1863 р.). Енергійне листування з польського питання принесло Горчакову славу першорядного дипломата й зробила його ім'я відомим у Європі й Росії. Це був найвищий, кульмінаційний пункт політичної кар'єри князя Горчакова. Блискучий успіх Пруссії в 1866 року ще більше зміцнив офіційну її дружбу з Росією. Антагонізм із Францією і глуха протидія Австрії змушували берлінський кабінет твердо триматися російського союзу і дбайливо охороняти російську політику від сторонніх впливів.
Повстання кандіотів проти турецького гніту, що тривав майже два роки (з осені 1866 р.), дало привід Австрії та Франції шукати зближення з Росією, на ґрунті східного питання; австрійський міністр, граф Бейст, допускав навіть думку про перегляд паризького трактату для загального покращення побуту християнських підданих Туреччини. Проект приєднання Кандії до Греції знайшов підтримку в Парижі та Відні, але був холодно сприйнятий у Петербурзі, бо для Бісмарка було зовсім небажано, щоб Росія встигла досягти чогось на Сході раніше очікуваної війни на Заході. Князь Горчаков не бачив підстави проміняти берлінську дружбу на яку-небудь іншу; вирішивши прямувати прусською політикою, він віддався їй з довірою, без сумнівів і тривог.

### Підсилення Пруссії
Втім, серйозні політичні заходи і комбінації не завжди залежали від міністра чи канцлера, бо особисті почуття і погляди монархів становили досить важливий елемент у міжнародній політиці того часу. Коли влітку 1870 року розігралася прелюдія до кривавої боротьби, князь Горчаков перебував у Вільбаді і, за свідченням російського дипломатичного органу, був не менш інших вражений несподіванкою розриву між Францією та Пруссією. Після повернення свого до Петербурга, він міг тільки цілком приєднатися до прийнятого імператором Олександром II рішення утримати Австрію від участі у війні, щоб уникнути необхідності втручання з боку Росії. Канцлер тільки висловив жаль з приводу того, що не була условлена взаємність послуг з Берлінським кабінетом, для належної охорони російських інтересів («Journ. de St.Pet.», 1 березня 1883 року).
Франко-пруську війну всі вважали неминучою, і обидві держави відкрито готувалися до неї з 1867 року, тому не можна вважати простою випадковістю відсутність попередніх рішень та умов щодо такого важливого питання, як підтримка Пруссії в боротьбі її з Францією. Російська дипломатія не тільки утримала Австрію від втручання, але старанно охороняла свободу військових та політичних дій Пруссії в упродовж війни, до заключних мирних переговорів і підписання франкфуртського трактату. Зрозуміла подяка Вільгельма I, виражена в телеграмі 14 (26) лютого 1871 року до імператора Олександра II.
Горчаков скористався цією зміною обставин для знищення 2-ї статті паризького трактату про нейтралізацію Чорного моря. На лондонській конференції було вирішено знову надати право Росії тримати військовий флот у Чорному морі.
Після розгрому Франції взаємини Бісмарка і князя Горчакова істотно змінилися. З цього часу починається для російської дипломатії ряд гірких розчарувань, які надають сумного відтінку всьому останньому періоду діяльності князя Горчакова. Передбачаючи, що східний питання не вирине знову в тій чи іншій формі, Бісмарк поспішив влаштувати нову політичну комбінацію за участю Австрії як противагу Росії на Сході. Вступ Росії в цей Троїстий союз, започаткований у вересні 1872 року, ставив російську зовнішню політику в залежність не тільки від Берліна, але й від Відня, без будь-якої до того потреби. Зв'язавши себе цією системою попередніх угод і поступок, князь Горчаков допустив або змушений був допустити втягнення країни у важку, кровопролитну війну, із зобов'язанням не мати з неї відповідної користі для держави й керуватися, при визначенні результатів перемоги, інтересами і прагненням чужих і почасти ворожих кабінетів. У незначних або сторонніх питаннях, як, наприклад, у справі визнання уряду маршала Серрано в Іспанії в 1874 р., князь Горчаков нерідко мав розбіжності з Бісмарком, але щодо істотного й головного пасивно підкорявся його навіюванням. Серйозна незгода сталася тільки в 1875 році, коли російський канцлер узяв на себе роль охоронця Франції та загального миру від зазіхань прусської військової партії та офіційно повідомив державам про успіх своїх зусиль, у ноті 30 квітня (12 травня) того ж року.

### Контекст російський-турецької війни і Берлінський конгрес
Усі фазиси східних ускладнень пройдено були російським урядом у складі Троїстого союзу, поки справа не дійшла до війни, а після того як Росія воювала і впоралася з Туреччиною, Троїстий союз знову вступив у свої права і за допомогою Англії визначив остаточні умови миру, найвигідніші для віденського кабінету. Навіть з оголошенням війни (у квітні 1877 р.) старий канцлер пов'язував фікцію уповноваження від Європи, так що заздалегідь були відрізані шляхи до самостійного і відвертого захисту російських інтересів на Балканському півострові після величезних жертв дворічної кампанії.
Князь Горчаков обіцяв (за рейхштадтською угодою 8 липня 1876 р.) представити Австрії дві турецькі провінції, повстання в яких стало першим поштовхом до слов'янського визвольного руху в російському суспільстві; в Англії було доручено графу Шувалову заявити, що російська армія не переступить за Балкани, але обіцянку було взято назад після того, як її було вже передано лондонському кабінету, — що викликало незадоволення і дало зайвий привід для протестів. Хитання, помилки та суперечності в діях дипломатії супроводжували всі зміни на театрі війни. Рух російських військ до Константинополя було зупинено простими погрозами Англії; Сан-Стефанський мирний договір 19 лютого (3 березня) 1878 року створював велику Болгарію, але збільшував Сербію і Чорногорію лише невеликими територіальними прирізками, залишав Боснію з Герцеговиною під турецькою владою (в очікуванні австрійської окупації), і нічого не давав Греції, так що договором були вкрай незадоволені майже всі балканські народності і саме ті, які принесли найбільше жертв у боротьбі з турками — серби і чорногорці, босняки й герцеговинці.
Про те, щоб уникнути конгресу, як це вдалося Бісмарку після Садової, не могло бути й мови. Росія запропонувала німецькому канцлеру влаштувати конгрес у Берліні; граф Шувалов і Марк Салісбері уклали угоду 30 (18) травня щодо питань, що підлягають обговоренню держав. На берлінському конгресі (від 1 [13] червня до 1 [13] липня 1878 р.) князь Горчаков систематично уникав участі в тих засіданнях, на яких потрібно було обговорення неприємних для нього, хоча і важливих для Росії, питань; і він надавав особливого значення тому, щоб Росії повернута була невелика смуга Бессарабії, відтята в неї за Паризьким трактатом, причому Румунія повинна була натомість отримати Добруджу. Пропозицію Англії про заняття Боснії та Герцеговини австрійськими військами гаряче підтримав голова конгресу Бісмарк, проти турецьких уповноважених; князь Горчаков також висловився за окупацію (засідання 16 [28] червня). Німецький канцлер підтримував кожну позитивно заявлену російську вимогу, але не міг, звичайно, йти далі російських дипломатів у захисті політичних інтересів Росії. Князь Горчаков дбав переважно про згоду держав, про інтереси Європи, про безкорисливість Росії, яка, втім, не вимагала настільки кривавих і тяжких доказів, як війна. На перший план висувалося знищення окремих статей паризького трактату, що входили радше до питань дипломатичного самолюбства, ніж до серйозного державного інтересу.

### Останні роки
Пізніше частина російської преси жорстоко нападала на Німеччину та її канцлера як головного нібито винуватця російських невдач; між обома державами сталося охолодження, і у вересні 1879 року князь Бісмарк зважився укласти у Відні спеціальний оборонний союз проти Росії. Політична кар'єра князя Горчакова завершилася Берлінським конгресом; відтоді він уже майже не брав участі у справах, хоча й зберігав почесний титул державного канцлера. Міністром він перестав бути навіть номінально з березня 1882 року, коли був призначений на його місце М. К. Гірс. Горчаков помер у Бадені 27 лютого 1883 року.

## Оцінка діяльності
Для правильної оцінки всієї загалом діяльності Горчакова необхідно мати на увазі дві обставини. По-перше, політичний характер його виробився і встановився остаточно за царювання імператора Миколи I, в ту епоху, коли для Росії вважалося обов'язковим піклуватися про долю різних європейських династій, клопотав про рівновагу та злагоду в Європі, на шкоду реальним інтересам і потребам власної країни. По-друге, російська зовнішня політика не завжди направляється виключно міністром закордонних справ. Поруч з князем Горчаковим, хоча і під номінальним його керівництвом, діяли від імені Росії граф Ігнатьєв і граф Шувалов, мало узгоджені між собою, і з самим канцлером; цей брак єдності проявився особливо різко в складанні Сан-Стефанського договору і в ницості його захисту на конгресі.
Князь Горчаков був щирим прихильником миру і водночас повинен був проти волі довести справу до війни. Ця війна, як висловлено було відверто в «Journal de C.-Petersbourg» після його смерті, «була повним спростуванням всієї політичної системи князя Горчакова, здавалися йому обов'язковою для Росії ще на багато років. Коли війна стала неминучою, канцлер заявив, що він може гарантувати Росію від ворожої коаліції тільки за двох умов, — а саме, якщо війна буде нетривалою і якщо мета походу буде помірною, без переходу за Балкани. Ці погляди були прийняті імператорським урядом. Таким чином, ми робили напіввійну, і вона могла привести тільки до напівмиру». Тим часом війна виявилася справжньою і дуже важкою, а порівняльна безплідність її була частково результатом напівполітики князя Горчакова. У хитаннях і напівзаходах його відбивалася ніби боротьба двох напрямів — традиційного, честолюбно-міжнародного, і практичного, заснованого на розумінні внутрішніх інтересів держави. Ця неясність початкової точки зору і відсутність точної практичної програми виявлялися перш за все в тому, що події ніколи не передбачалися наперед і завжди заставали зненацька.
Тверезі, життєві прийоми Бісмарка не справляли помітного впливу на дипломатію князя Горчакова. Він дотримувався ще багатьох застарілих традицій і залишався дипломатом старої школи, для якого майстерно написана нота є сама по собі мета. Бліда фігура Горчакова могла здаватися яскравою тільки завдяки відсутності в Росії політичного життя, свободи критики і опозиції.